# Cyrtochilum caespitosum
Cyrtochilum caespitosum là một loài thực vật có hoa trong họ Lan. Loài này được (Rolfe) Dalström mô tả khoa học đầu tiên năm 2001.

## Hình ảnh

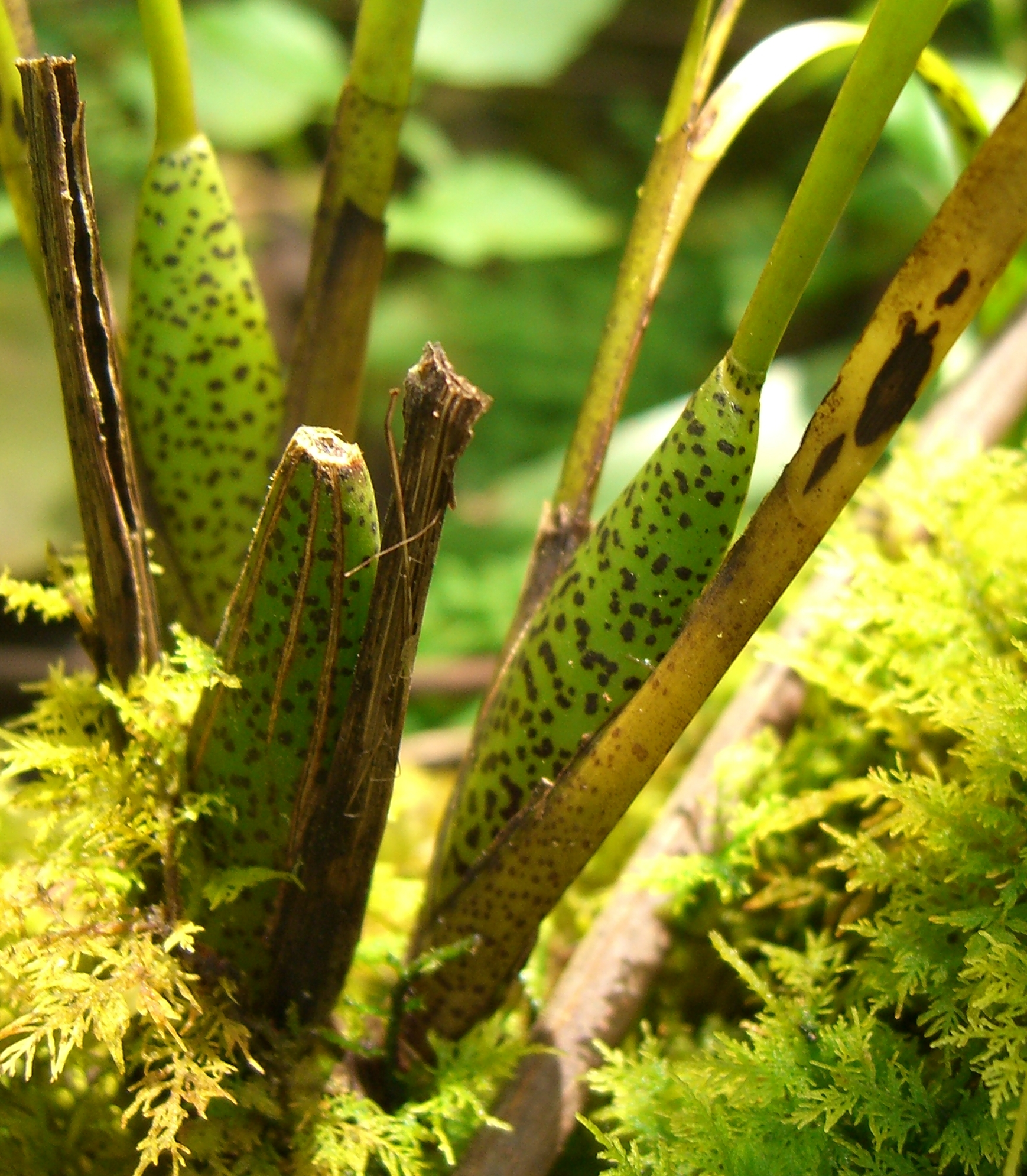
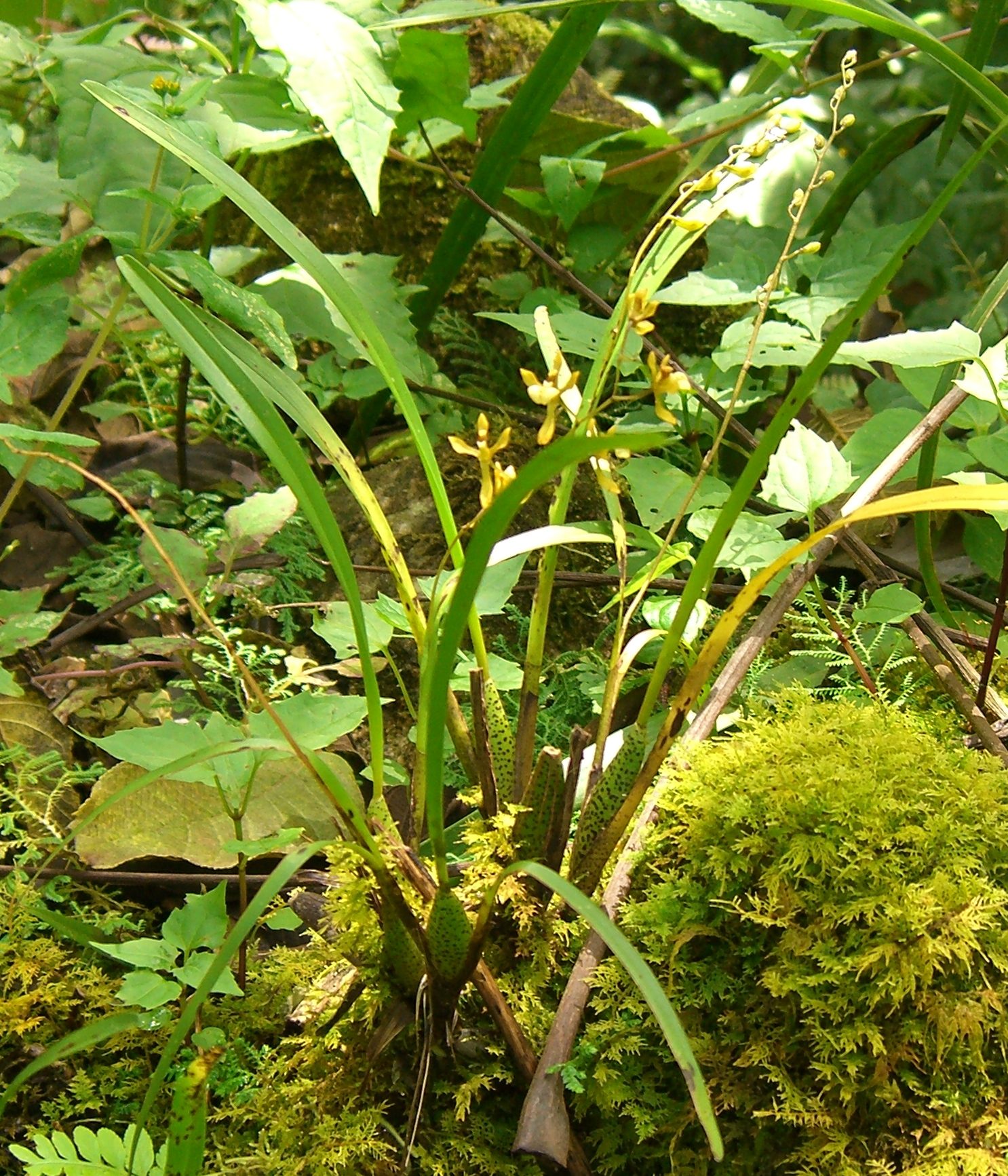